# GL-117
 (juillet 2012).
Si vous disposez d'ouvrages ou d'articles de référence ou si vous connaissez des sites web de qualité traitant du thème abordé ici, merci de compléter l'article en donnant les références utiles à sa vérifiabilité et en les liant à la section « Notes et références ».
GL-117 est un simulateur de vol de combat libre développé pour Windows, Mac OS et GNU/Linux.

## Description

### Système de jeu
Il y a deux modes de jeu : le mode d'entrainement (training) et le mode campagne (campaign).
Le mode campagne consiste en une succession de missions. Au début, une seule apparait. Chaque mission doit être réussie pour débloquer la suivante. Ce mode de jeu comporte, au total, 25 missions.
Le mode d'entrainement, lui, comporte de 10 à 32 missions. Les quatre premières sont des tutoriels consistant 
en des missions relativement simples. Les six suivantes sont des missions d'entrainement proprement dites. Enfin, il peut y avoir jusqu'à 22 missions correspondant à des fichiers .map, qui sont des fichiers texte. Celles-ci sont, par défaut, au nombre de deux : demo1.map et tirol.map.

### liste des modèles d'avions de combat

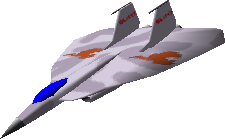
GL-117 Phoenix

GL-16 FalconRapide et agile, c'est l'avion de chasse de base. Il est statistiquement équivalent aux autres avions jouables dès le début : le GL-22 Hawk et le GL-50 Storm.
CrowCe chasseur est, statistiquement, l'avion de combat le moins avancé du jeu. Son seul point fort est son agilité. Cet avion n'est pas jouable.
GL-22 HawkC'est l'avion intermédiaire chasseur-bombardier de base. C'est donc un avion polyvalent.
GL-50 StormBombardier jouable de base, sa puissance de feu et son blindage ne sont surpassés que par ceux du GL-117 Phoenix et ne sont égalés chez aucun autre avion du jeu.
SwallowSeul bombardier non jouable du jeu, il est statistiquement l'avion le moins avancé du jeu après le Crow. Il dispose, cependant, d'un blindage supérieur à celui des autres avions non jouables mais inférieur à celui de n'importe quel avion jouable (à l'exception du GL-16 Falcon). C'est, en outre, celui qui à la meilleure puissance de feu parmi les avions non jouables.
BuzzardDans le briefing d'une mission, ce chasseur est présenté comme étant équivalent au GL-16 Falcon. Cela dit, sa puissance de feu est supérieure.
GL-23 Hawk IIAvion intermédiaire avancé. Sa vitesse et sa puissance de feu sont supérieures à celles du GL-22 Hawk. Le GL-23 Hawk II est également un avion jouable.
GL-15 redarrowStatistiquement, ce chasseur est, à égalité avec le GL-117 Phoenix, l'un des avions les plus avancés du jeu. C'est, en outre, l'avion le plus rapide du jeu et son agilité n'est égalée que par celle du Blackbird.
GL-117 PhoenixAvec une vitesse digne d'un chasseur, le GL-117 Phoenix est plus rapide que les autres bombardiers mais son blindage et sa puissance de feu sont ses qualités principales. Cela dit, son manque d'agilité constitue une faiblesse importante.
BlackbirdBien que ne surpassant le buzzard que par son agilité, ce chasseur est statistiquement le plus avancé des avions non jouables. Toujours statistiquement, il est l'un des quatre avions les plus avancés du jeu, à égalité avec le GL-23 Hawk II et après le GL-15 Redarrow et le GL-117 Phoenix.

### liste des missions

#### Mode Campagne
| nom                 | titre du briefing |
| ------------------- | ----------------- |
| first test          | eagle test1       |
| second test         | eagle test2       |
| transport           | transport         |
| convoy              | convoy            |
| dogfight            | dogfight          |
| air battle          | air battle        |
| surface-air defense | sa defense        |
| veteran dogfight    | scouts            |
| base attack         | base              |
| depots              | depots            |
| defend sam          | defend sam        |
| desert dogfight     | dogfight          |
| tank assault        | tanks             |
| sam convoy          | sam convoy        |
| destroyers          | destroyer         |
| oilrig              | oilrig            |
| cruiser             | cruiser attack    |
| radar base          | radar             |
| canyon battle       | canyon battle     |
| tunnel              | tunnel            |
| main base           | main base         |
| turrets             | turrets           |
| moon battle         | moon battle       |
| elite dogfight      | elite dogfight    |
| sneaking            | sneaking          |

#### Mode Entrainement
| nom                    | titre du briefing      |
| ---------------------- | ---------------------- |
| tutorial: piloting     | tutorial: piloting     |
| tutorial: bomber       | tutorial: bomber       |
| tutorial: fighter      | tutorial: fighter      |
| tutorial: aerodynamics | tutorial: aerodynamics |
| free flight            | free flight            |
| deathmatch             | deathmatch             |
| team deathmatch        | team deathmatch        |
| cannon deathmatch      | cannon deathmatch      |
| team base              | team base              |
| waves                  | waves                  |
| demo1.map              | "demo1"                |
| tirol.map              | "austria: tirol"       |